# Розсохська Буда
Розсо́хська Бу́да — село в Україні, у Летичівській селищній територіальній громаді Хмельницького району Хмельницької області. Населення становить 17 осіб. 
У 2001 році тут жило 43 особи.
За свідченням у відео блогера Хащі від місцевого жителя у 2025 році тут живе 2 людини 

## Історія
7 (20) листопада 1917 року, відповідно до Третього Універсалу Української Центральної Ради, увійшло до складу Української Народної Республіки.
12 червня 2020 року, відповідно до розпорядження Кабінету Міністрів України № 727-р «Про визначення адміністративних центрів та затвердження територій територіальних громад Хмельницької області», увійшло до складу Летичівської селищної територіальної громади.
19 липня 2020 року, в результаті адміністративно-територіальної реформи та ліквідації Летичівського району, село увійшло до складу новоутвореного Хмельницького району.
19 вересня 2024 року Верховна Рада підтримала перейменування села Російська Буда на Розсохська Буда. 
26 вересня 2024 року перейменування набуло чинності.